# مالا لهوتا (ناحیه بلانسکو)
مالا لهوتا (ناحیه بلانسکو) (به چکی: Malá Lhota) یک منطقهٔ مسکونی در جمهوری چک است که در ناحیه بلانسکو واقع شده‌است. مالا لهوتا ۲٫۶۳ کیلومتر مربع مساحت و ۱۳۶ نفر جمعیت دارد و ۳۸۷ متر بالاتر از سطح دریا واقع شده‌است.